# WISE J085510.83-071442.5
WISE J085510.83-071442.5、或いは省略してWISE 0855-0714は、地球から7.27光年（2.23pc）離れたところにある（準）褐色矮星である。広域赤外線探査衛星（WISE）のデータから発見され、2014年4月に発表された。
発見された時点で、WISE 0855-0714は全ての既知の恒星と褐色矮星の中で、固有運動が3番目に大きく、かつ年周視差が4番目に大きい天体である。これは即ち、既知の星系の中で4番目に太陽系に近いということでもある。また、WISE 0855-0714が褐色矮星であるとすれば、表面温度も既知の褐色矮星の中で最も低いことになる。

## 発見
WISE 0855-0714は、2010年5月4日の観測データで初めて検出され、2013年3月に最初の報告がなされた。その後、スピッツァー宇宙望遠鏡やジェミニ北望遠鏡によって追観測が行われ、スピッツァーでは2013年6月21日と2014年1月20日に検出されている。
WISE J085510.83-071442.5という名称は、WISEが初検出したことと、その座標から付与されたもので、この座標はうみへび座の方角にある天体であることを示す。

## 特徴

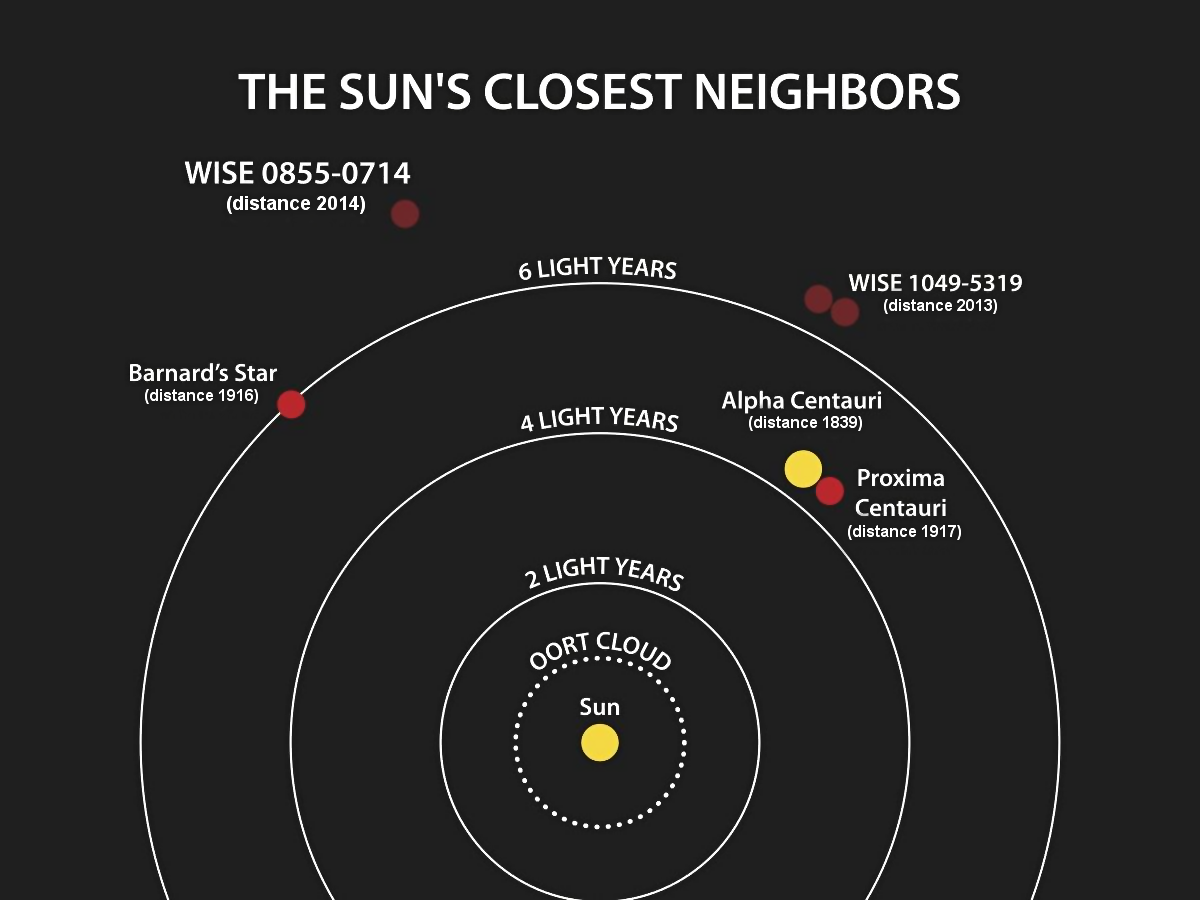
WISE 0855-0714を含む太陽に非常に近い恒星・褐色矮星の図。距離測定年も併せて示してある。

### 距離・固有運動
発見された時点では、WISE 0855-0714の固有運動は、8.1秒/年で、バーナード星（10.3秒/年）、カプタイン星（8.6秒/年）に次いで3番目に大きい天体である。同様に、年周視差も0.454秒で、4番目に大きい天体であり、そこから計算した距離は2.20pcで、これよりも太陽系に近い既知の星系は、ケンタウルス座α星系（1.338pc、プロキシマ・ケンタウリは1.296pc）、バーナード星（1.834pc）、WISE J104915.57-531906.1系（2.02pc）だけである。
その後、WISE 0855-0714の年周視差は修正され、449±8ミリ秒、そこから計算した距離は、約7.27±0.13光年（2.23±0.04pc）となっている。年周視差がとても大きく、それに対して誤差が小さいことから、距離は精度良く求まっている。
WISE 0855-0714の固有運動も、時間経過とともに移動する様子が直接観測され、その動きがとても大きいことから発見につながった。固有運動そのものは、見かけ上の測定値なので、太陽系との真の相対速度の大きさだけでなく、太陽系からの距離も総合して決まってくる。WISE 0855-0714のように、固有運動がとても大きい天体は、太陽系からの距離が近い上に、相対速度も大きく、しかもその運動が視線方向よりも天球面寄りである。

### スペクトル
赤外線の複数の波長帯での明るさから、色やスペクトルエネルギー分布を求め、またわかっている距離を基に絶対等級を計算するなどして、WISE 0855-0714の特徴が調べられている。明るさが最もよく決まっているのは、中心波長4.5μmの波長帯で、その見かけ等級は13.89±0.02であり、波長が長い程明るくなる傾向にある。
色及び絶対等級は、WISE 0855-0714が既知のどの褐色矮星よりも赤く低温であることを示している。また、理論的な大気の予想と観測結果を比較すると、水（氷）を含む雲が存在することが示唆されている。一方で、明るさの時間変化を調べた観測からは、雲の性質が他の褐色矮星と似ており、水の雲ではない可能性が指摘されている。

### 物理的特徴
褐色矮星の理論に基づいて、WISE 0855-0714の物理的性質を推定すると、質量は木星質量の1.5倍から8倍、有効温度は250Kと推定される。
2003年時点で、国際天文学連合は、木星質量の13倍以上の天体を、重水素の核融合が可能だとして、褐色矮星に分類している。それより質量が小さく、他の天体の周りを周回しているものは、惑星と考えられる。WISE 0855-0714は、質量が褐色矮星の下限より小さく、かつ単独で存在するので、自由浮遊惑星の可能性もあるが、発見者グループは惑星質量褐色矮星の方が可能性があるとしている。